# وو دي (لاعبة كرة لينة)
وو دي (بالصينية: 吴迪) هي لاعبة كرة لينة صينية، ولدت في 1 مارس 1982.

## وصلات خارجية
- وو دي على موقع أوليمبيديا (الإنجليزية)
- وو دي على موقع اللجنة الأولمبية الصينية (الإنجليزية)